# Royal Dutch Shell
Rojal Dač Šel plc (engl. Royal Dutch Shell plc) angloholandska je multinacionalna naftna kompanija, koja je osnovana je u Ujedinjenom Kraljevstvu, a sedište joj je u Holandiji. Nastala je spajanjem dve kompanije: Royal Dutch Petroleum i Shell Transport & Trading. Šel je 2012. godine bio najveće preduzeće u svetu po ostvarenim prihodima. Šel je takođe i po tržišnoj kapitalizaciji jedno od vodećih preduzeća u svetu. Najveći deoničar trenutno je Capital Group Companies sa 9,85% udela ispred BlackRocka koji ima 6,89% udela. Šel je u 2013. bio vodeće preduzeće na listi Forčun global 500 - listi najvećih preduzeća u svetu. Te godine su prihodi ove kompanije bili su ekvivalentni sa 84% holandskog nacionalnog BDP od $556 milijardi. Godine 2019, prema Forbes Global 2000, Šel je bio rangiran kao deveta najveća kompanija na svetu (najveća izvan Kine i Sjedinjenih Država), i najveće energetso preduzeće.
Šel je vertikalno integrisana kompanija i ima aktivnosti u gotovo svim područjima industrije nafte i gasa. U znatno manjem opsegu obavljaju i delatnosti vezane za obnovljive izvore energije, uključujući biogoriva vetar, i vodonik. Oni deluju u preko 70 zemalja sveta, proizvodeći 3,7 milion barela nafte ili drugog ekvivalenta na dan. Oni poseduju 44.000 benzinskih postaja širom sveta. Shell Oil Company je njihova podružnica u SAD.
Šel je listiran na berzi u Londonu (LSE) i sudeluje u kreiranju FTSE 100 indeksa. Deonicama Šela se trguje i na berzama u Amsterdamu i Njujorku (NYSE).

## Istorija
je osnovan u februaru 1907. udruživanjem dve firme. Prva je holandksi Royal Dutch Petroleum, a druga je britanski Shell Transport and Trading Company. Do udruživanja je došlo kako bi mogli da konkurišu preduzeću Standard Oil na globalnom tržištu. U novonastaloj firmi 60% vlasništva je pripalo Holanđanima, dok je 40% pripalo Britancima.
Šel je 1919. preuzeo kontrolu nad kompanijom Mexican Eagle Petroleum Company te je 1921. formirana kompanija Shell-Mex Limited koja je na tržištu nastupala pod brendovima Shell i Eagle. U industriju petrohemije su ušli 1929. kada je osnovana firma Shell Chemicals. Do kraja 1920-ih Šel je bio vodeća svetska naftna kompanija čija proizvodnja je činila 11% svetske proizvodnje nafte.
Shell Mex House je dovršen 1931. i bilo je to sedište za Šelov marketing širom sveta. Nakon Nemačke okupacije Holandije 1939. godine sedište kompanije je premešteno u Kurasao.
Oko 1952. godine Šel je postao prva kompanija koja je koristila računare u Holandiji. Računare su koristili u njihovoj laboratoriji u Amsterdamu. Usledila je kupovine rudarskog preduzeća Biliton 1970, koja je zatim prodato 1994.
U novembru 2004. nakon razdoblja previranja uzrokovanih objavom da je Šel prekomerno povećao svoje naftne rezerve, objavljeno je da će Šel grupacija promeniti strukturu kapitala, te je formiran Royal Dutch Shell plc koji je primarno listiran na berzi u Londonu (LSE). Ujedinjenje svih kompanija je dovršeno 20. jula 2005. godine.
Tokom 2013. kompanija je počela da prodaje svoju imovinu vezanu za gasni biznis u SAD-u te je i otkazala ugovor o izgradnji gasovoda u državi Luizijani vredan 20 milijardi USD. Novi izvršni direktor Ben van Beurden je imenovan na tu funkciju u januaru 2014, pre objave da je kompanija u prethodnoj godini ostvarila 38% slabije poslovne rezultate nego godinu ranije. U februaru 2014. je krenula i prodaja njihove imovine u Australiji, a postoje i planovi za prodajom još imovine u Brazilu i Italiji.

## Literatura
- Gerretson, F. C. (1953). History of the Royal Dutch. Brill Archive. стр. 346. GGKEY:NNJNHTLUZKG.
- Aftalion, Fred (2001). A History of the International Chemical Industry. Chemical Heritage Foundation. стр. 142. ISBN 978-0-941901-29-1.
- "A Century in Oil" by Stephen Howarth [1997].  978-0-297-82247-9.. A History of The "Shell" Transport and Trading Company.
- "A History of Royal Dutch Shell" by Stephen Howarth and others [2007].  978-0-19-929877-8.
- "Seven Sisters" by Anthony Sampson (1981).  978-0-553-23469-5.
- "Shell Shock: The secrets and spin of an Oil Giant" by Ian Cummins and John Beasant [2005].  978-1-84018-941-4.
- Merrillees, Scott (2015). Jakarta: Portraits of a Capital 1950-1980. Jakarta: Equinox Publishing. ISBN 9786028397308.

## Spoljašnje veze
- Zvanični veb-sajt
- Documents and clippings about  Royal Dutch Shell u Novinskim arhivama 20. veka Nemačke nacionalne biblioteke ekonomije (ZBW)
- Shell Union Oil Corporation на сајту Пројекат Гутенберг (језик: енглески)
- Royal Dutch Shell на сајту Internet Archive (језик: енглески)
- Royal Dutch Shell на сајту LibriVox (језик: енглески)